# Circuito de Zolder
O  Circuito de Zolder, também conhecido como Circuito Terlamen, é um autódromo com 4.262 quilómetros de extensão, localizado em Heusden-Zolder, na Bélgica.
Construído em 1963, hospedou por dez vezes o Grande Prêmio da Bélgica de Fórmula 1 nas décadas de 1970 e 1980, tendo também sido palco do Grande Prémio de Motociclismo da Bélgica em 1980. A F1 moveu-se para Zolder em 1973 e, com a exceção da corrida em Nivelles-Baulers em 1974, Zolder foi o palco do Grande Prémio da Bélgica até 1982. Nesse ano, o piloto canadiano Gilles Villeneuve, da Ferrari, morreu durante a qualificação do GP. O Ferrari 126C2 que pilotava bateu contra o March do alemão Jochen Mass. O carro de Villeneuve desfez-se em dois e capotou, cuspindo o piloto pelo ar. A morte foi instantânea.
Recebeu uma única etapa em 2007 da extinta categoria Champ Car, vencida pelo francês Sebastien Bourdais. Também recebeu em 2010,as etapas 7 e 8 do WTCCCampeonato Mundial de Carros de Turismo. 

## Vencedores de Grandes Prêmios de Fórmula 1 em Zolder
| Ano               | Vencedor         | Chassi/Motor  | Resumo   |
| ----------------- | ---------------- | ------------- | -------- |
| 1984              | Michele Alboreto | Ferrari       | Detalhes |
| Não houve em 1983 |                  |               |          |
| 1982              | John Watson      | McLaren-Ford  | Detalhes |
| 1981              | Carlos Reutemann | Williams-Ford | Detalhes |
| 1980              | Didier Pironi    | Ligier-Ford   | Detalhes |
| 1979              | Jody Scheckter   | Ferrari       | Detalhes |
| 1978              | Mario Andretti   | Lotus-Ford    | Detalhes |
| 1977              | Gunnar Nilsson   | Lotus-Ford    | Detalhes |
| 1976              | Niki Lauda       | Ferrari       | Detalhes |
| 1975              | Niki Lauda       | Ferrari       | Detalhes |
| Não houve em 1974 |                  |               |          |
| 1973              | Jackie Stewart   | Tyrrell-Ford  | Detalhes |